# فونتانا ليري
فونتانا ليري هي كومونا (بلدية) في مقاطعة فروزينوني في منطقة لاتسيو الإيطالية ، وتقع على بعد حوالي 90 كيلومتر (56 ميل) جنوب شرق روما وحوالي 15 كيلومتر (9 ميل) شرق فروزينوني. تقع فونتانا ليري في الوادي اللاتيني .
تقع فونتانا ليري على حدود البلديات التالية: ارسي و اربينو ومونتي سان جيوفاتي كامبانو و روكا دارس و سانتوبادر.
المدينة هي مسقط رأس مارسيلو ماستروياني وأومبرتو ماستروياني .

## اللهجة
يتم التحدث باللهجة اللاتينية الجنوبية في المدينة. 